# Oestlundia
Oestlundia là một chi thực vật có hoa trong họ Lan.